# Nijō-dōri
Pour les articles homonymes, voir Nijō.
Le Nijō-dōri (二条通, Nijō-dōri), littéralement Deuxième rue, est une voie du centre-ville de Kyoto, dans les arrondissements de Nakagyō et Sakyō. Orientée ouest-est, elle débute au Horikawa-dōri (en), près du château de Nijō, et termine au Shirakawa-dōri (ja).

## Description

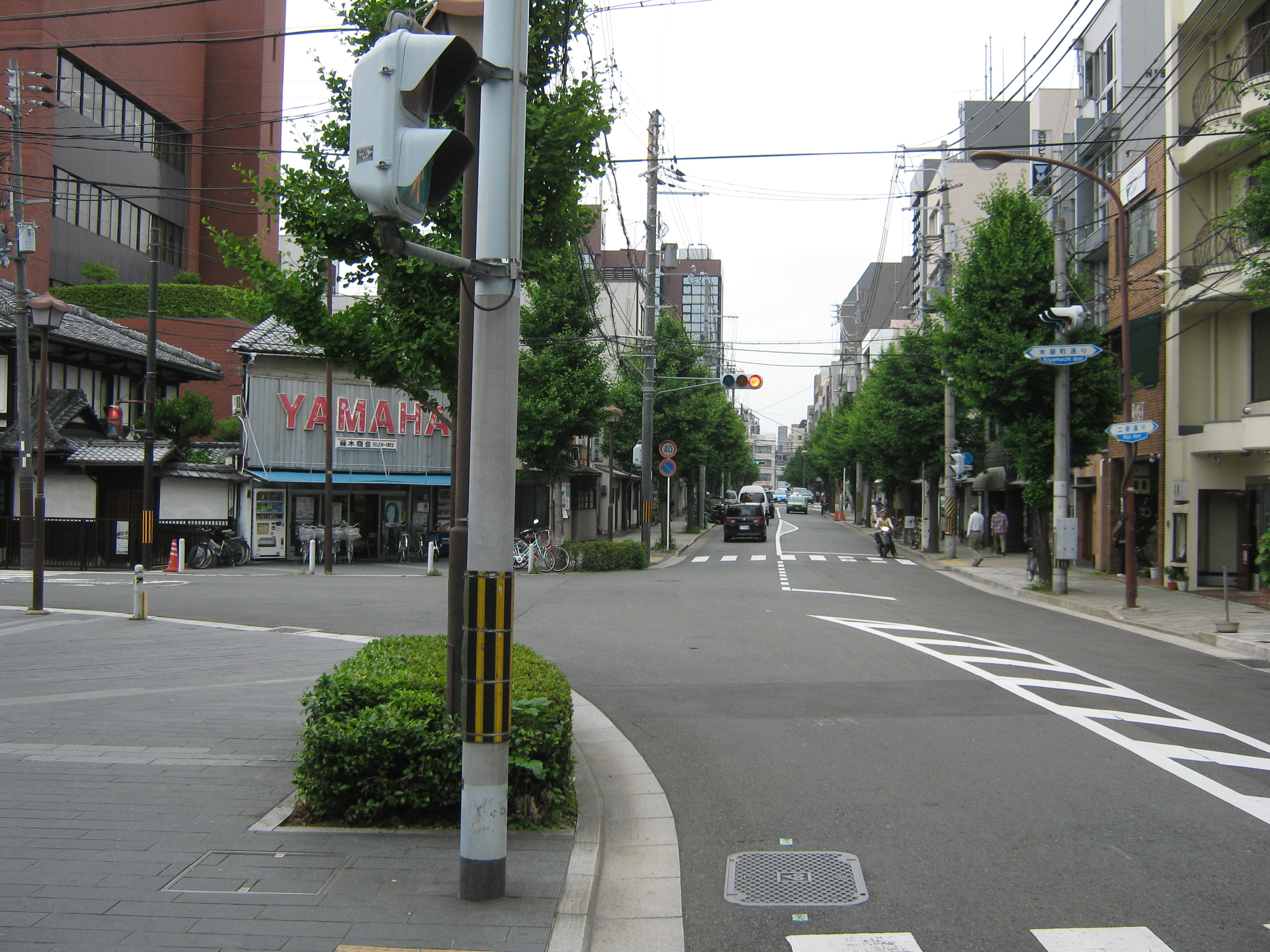
Coin de Nijō et Kiyamachi (à gauche).

### Situation
La voie est située au centre-ville de Kyoto.
Elle est suivie au nord par l'Ebisugawa-dōri et le Reisen-dōri (冷泉通) et au sud par l'Oshikōji-dōri et le Niōmon-dōri (ja).

### Voies rencontrées
De l'ouest vers l'est, en sens unique, du Horikawa-dōri au Teramachi-dōri, puis dans les deux sens jusqu'au Shirakawa-dōri. Les voies rencontrées de la droite sont mentionnées par (d), tandis que celles rencontrées de la gauche, par (g).
1. Horikawa-dōri (en) (堀川通)
2. Higashihorikawa-dōri (en) (東堀川通)
3. Aburanokōji-dōri (ja) (油小路通)
4. Ogawa-dōri (小川通)
5. Nishinotōin-dōri (ja) (西洞院通)
6. Kamanza-dōri (釜座通)
7. Shinmachi-dōri (ja) (新町通)
8. Koromonotana-dōri (衣棚通)
9. Muromachi-dōri (en) (室町通)
10. Ryōgaemachi-dōri (両替町通)
11. Karasuma-dōri (en) (烏丸通)
12. Kurumayachō-dōri (車屋町通)
13. Higashinotōin-dōri (en) (東洞院通)
14. Ainomachi-dōri (間之町通)
15. Takakura-dōri (ja) (高倉通)
16. Sakaimachi-dōri (堺町通)
17. Yanaginobanba-dōri (ja) (柳馬場通)
18. Tominokōji-dōri (富小路通)
19. Fuyachō-dōri (ja) (麩屋町通)
20. Gokomachi-dōri (御幸町通)
21. Teramachi-dōri (en) (寺町通)

Rue à deux voies
1. (g) Shinkarasuma-dōri (新烏丸通)
2. (g) Shinsawaragichō-dōri (新椹木町通)
3. Kawaramachi-dōri (en) (河原町通)
4. (d) Kiyamachi-dōri (en) (木屋町通)

Rivière Kamo
1. Kawabata-dōri (ja) (川端通)
2. (g) Rue sans nom
3. (g) Rue sans nom
4. (g) Rue sans nom
5. (g) Rue sans nom
6. (g) Rue sans nom
7. (d) Shinkurumayachō-dōri (新車屋町通)
8. (g) Rue sans nom
9. (d) Shinhigashinotōin-dōri (新東洞院通)
10. (g) Rue sans nom
11. (d) Shin'ainomachi-dōri (新間之町通)
12. (d) Nishiteramachi-dōri (西寺町通)
13. (g) Kumano-michi (熊野道)

Entre le Nishiteramachi-dōri et le Higashiōji-dōri était le Higashiteramachi-dōri (東寺町通), supprimé par l'expansion du Higashiōji-dōri en autoroute
1. Higashiōji-dōri (ja) (東大路通)
2. (g) Rue sans nom

Canal du lac Biwa
1. (d) Jingū-michi (ja) (神宮道)
2. Okazaki-dōri (ja) (岡崎通)
3. (g) Rue sans nom
4. (g) Rue sans nom
5. (d) Rue sans nom
6. (g) Rue sans nom
7. Shirakawa-dōri (ja) (白川通)

### Transports en commun
La rue est desservie par la ligne 9 de Kyoto Bus (ja), le réseau d'autobus municipal.

## Histoire
À l'époque de la ville impériale, la rue était le boulevard de la deuxième avenue (大二条大路, Dainijō-ōji) et était la deuxième plus grande rue de la ville avec ses 51 mètres de large, seulement derrière l'avenue Suzaku. Son importance était due au fait qu'elle séparait le Dairi, cour intérieure du palais Heian, de la population générale. Durant le remaniement des rues de Toyotomi Hideyoshi, la rue est considérablement rétrécie. La rue était réputée pour abriter de nombreuses pharmacies, puisque c'était un district médical officiel du Shogunat durant l'époque d'Edo.
De 1887 à 1918, le tramway de Kyoto y circulait du Teramachi-dōri au Jingū-michi. Après l'ère Meiji, de nombreux musées et bâtiments culturels sont construits sur la rue dans le coin d'Okazaki-dōri.

## Patrimoine et lieux d'intérêt
Quelques lieux d'intérêt sur la rue :
- ROHM Theatre Kyoto[1].
- Musée municipal d'art de Kyoto[1].
- Château de Nijō[1].
- Parc Okazaki (ja).
- Zoo de la ville de Kyoto.
- Musée Hosomi.
- Centre d'exposition Miyako Messe (ja) - Musée des arts traditionnels de Kyoto.
- Myōden-ji (ja), temple bouddhiste.
- Chōmyō-ji (ja), temple bouddhiste.
- Zendō-ji, temple bouddhiste.
- Cathédrale de l'Annonciation de Kyoto
- Yakuso-jinshi (薬祖神祠), sanctuaire shintō.
- Mémorial du premier magasin du groupe Mitsui (ja) (三井越後屋京本店記念庭園).

Lieux d'intérêts sur le Nijō-dōri
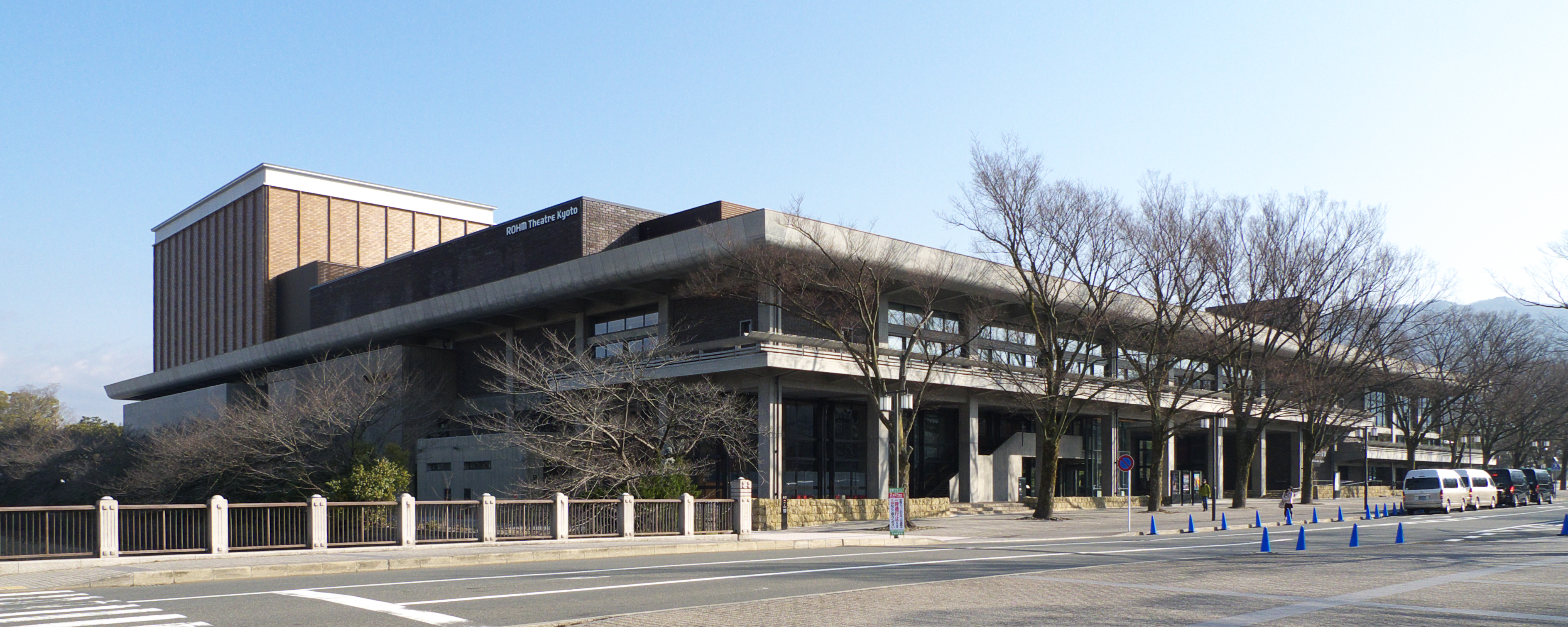
ROHM Theatre Kyoto.
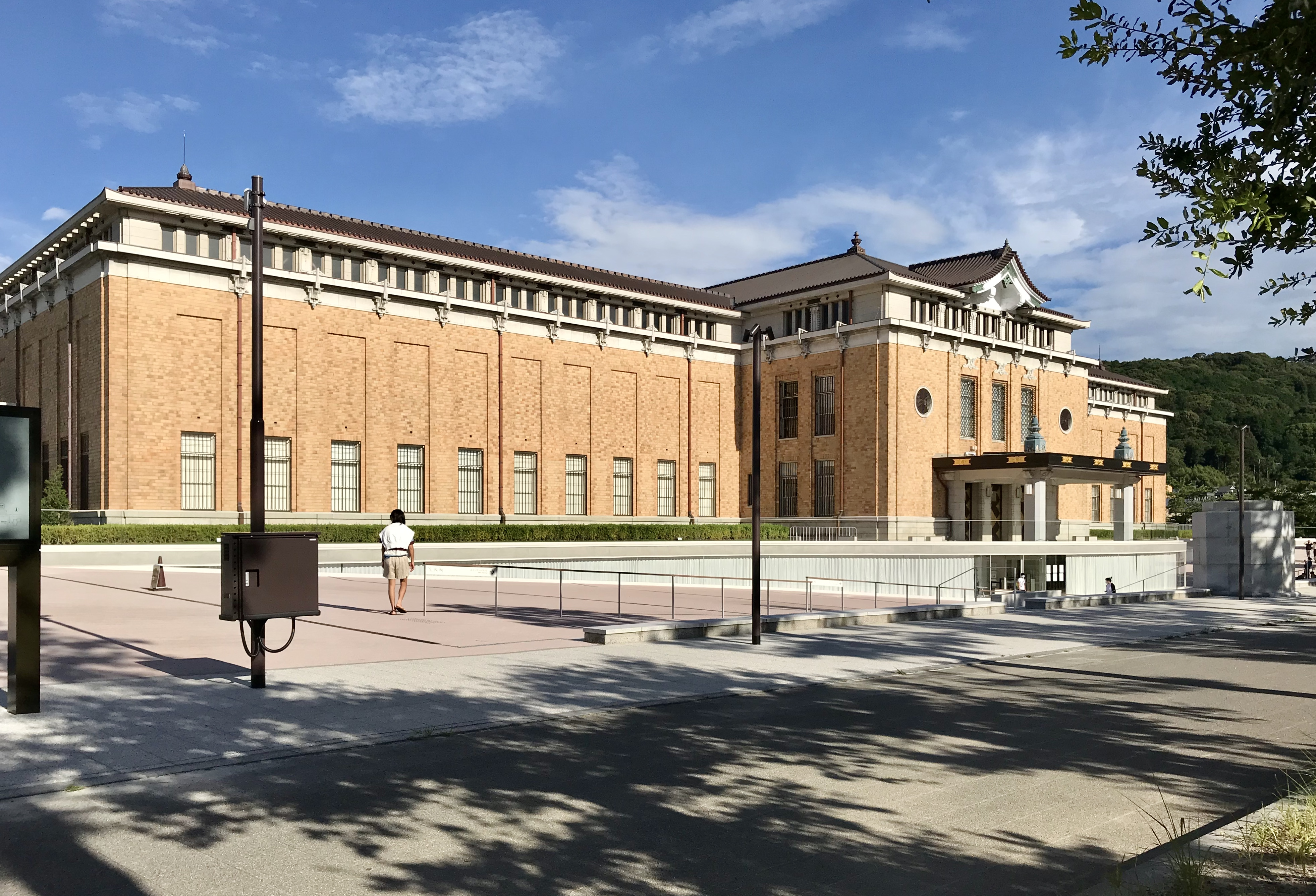
Musée municipal d'art de Kyoto.
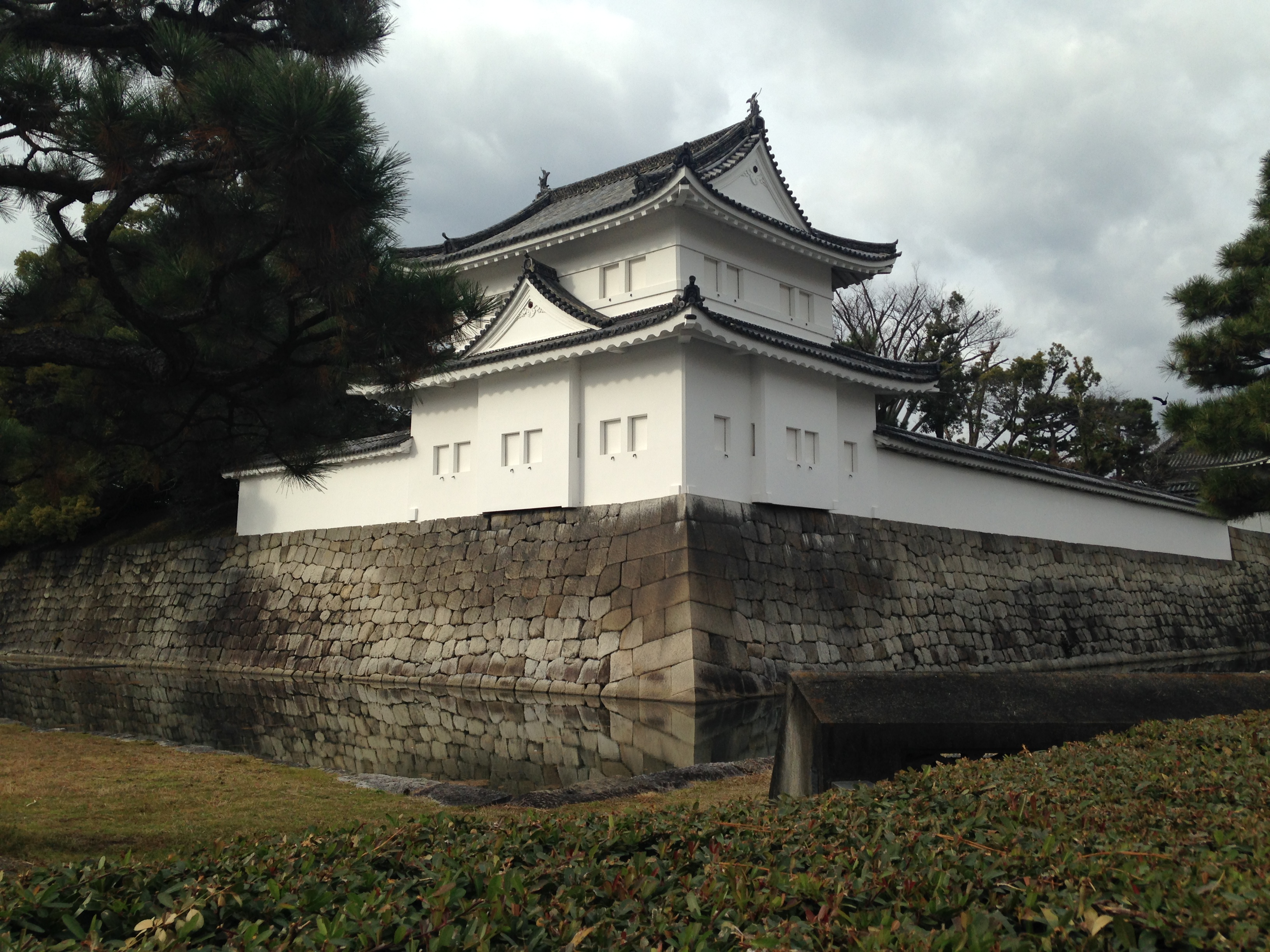
Château de Nijō.
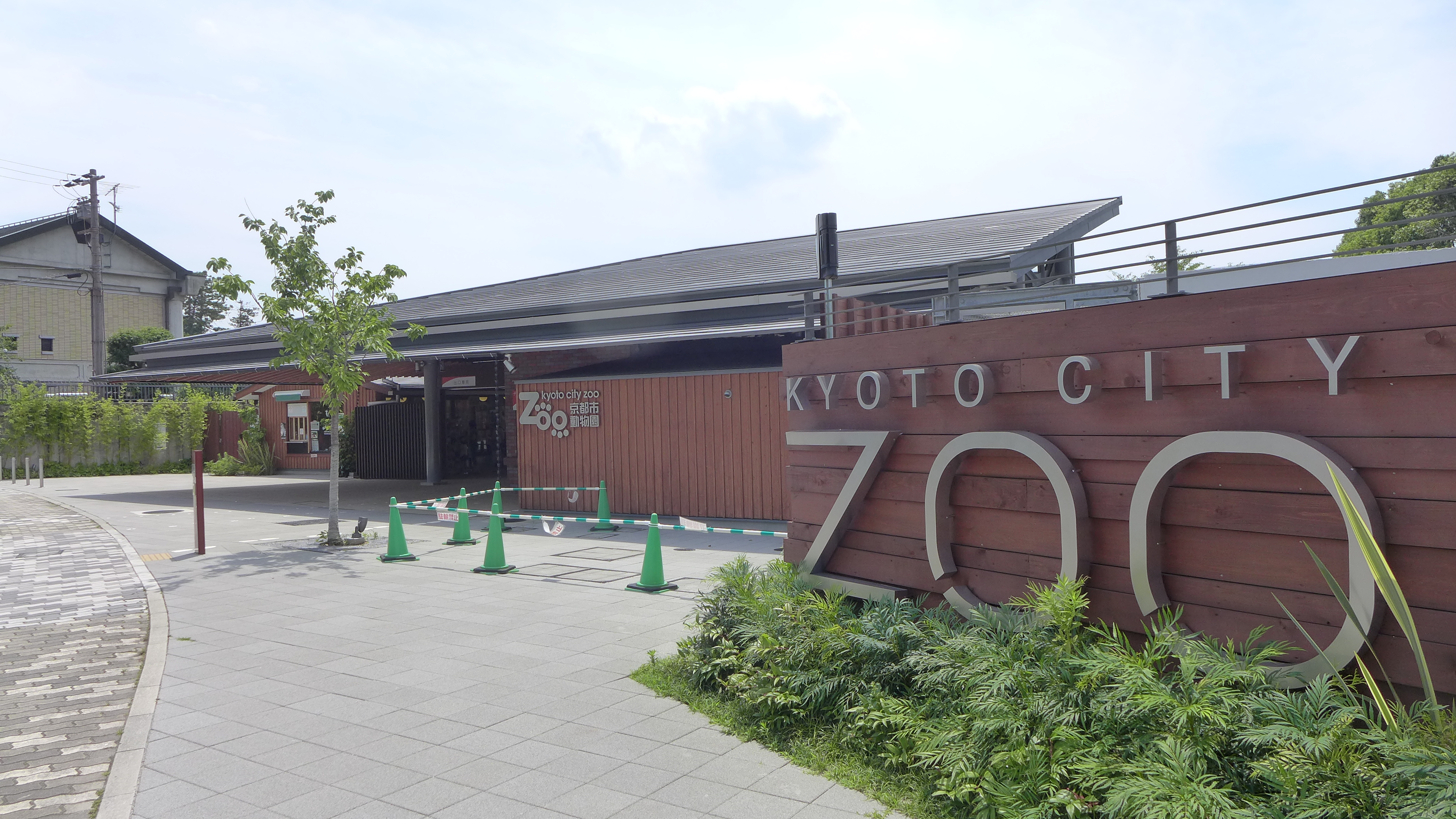
Zoo de Kyoto.
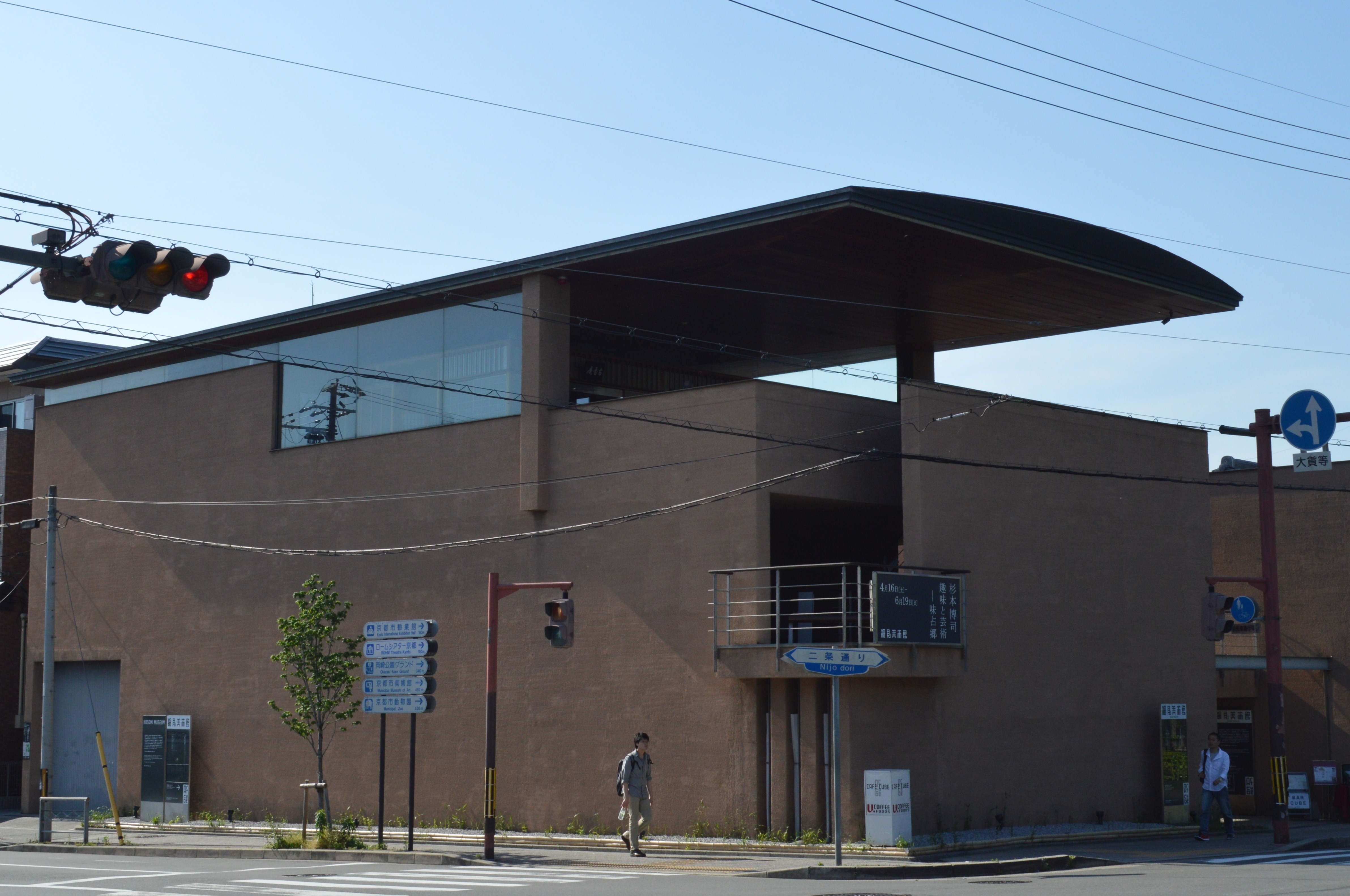
Musée Hosomi.
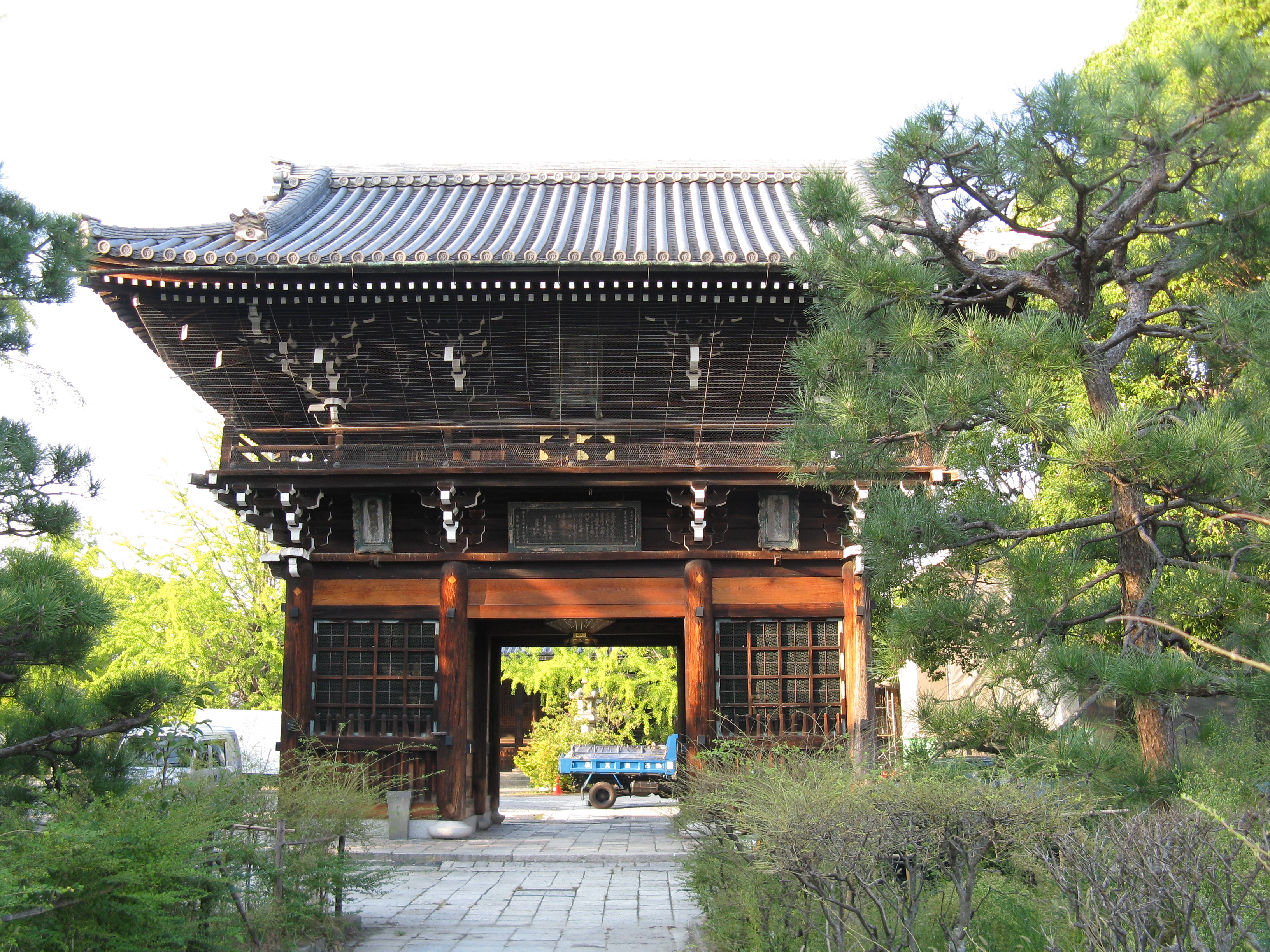
Chōmyō-ji.
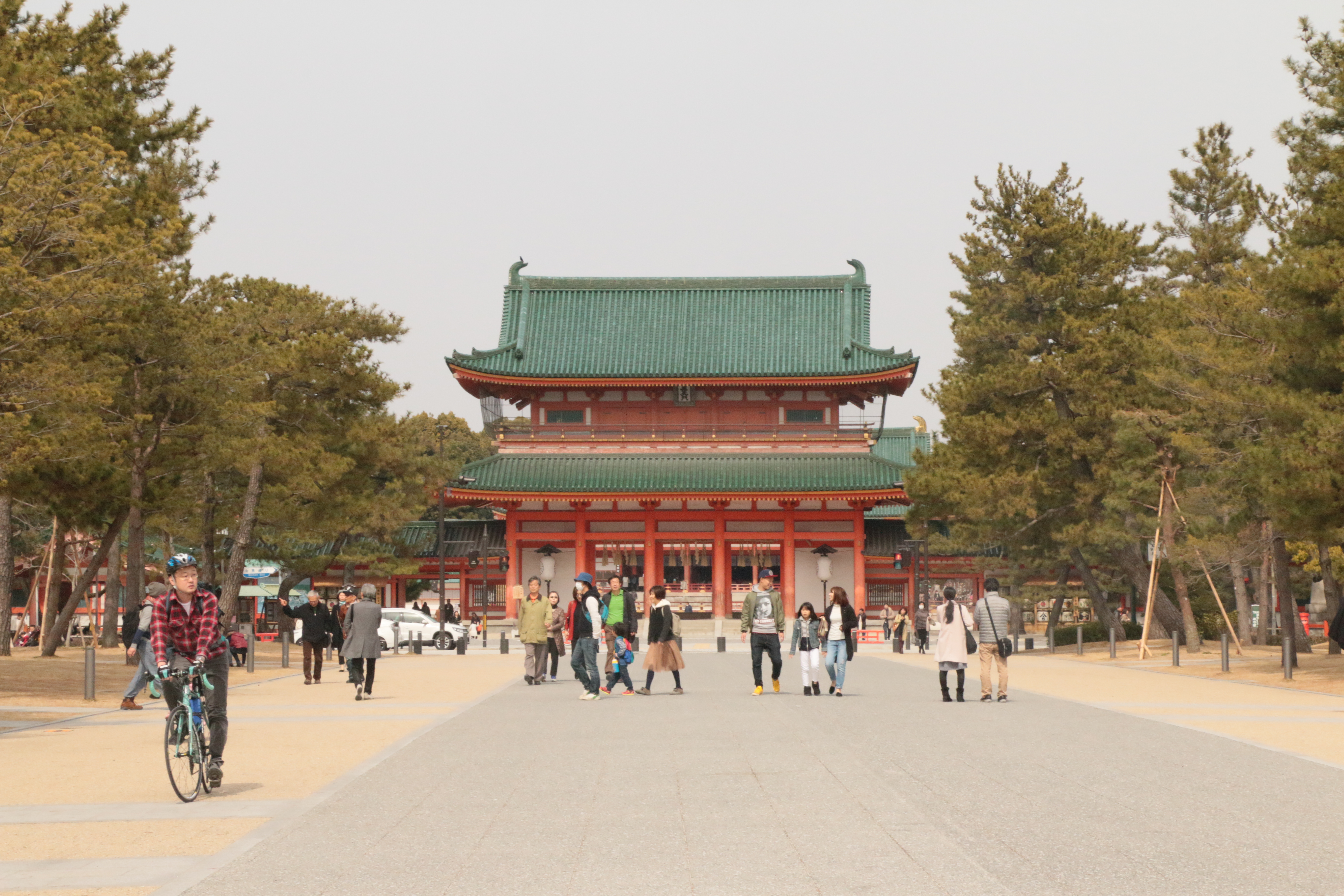
Parc Okazaki.